# Wodzisławska Szkoła Piłkarska
Wodzisławska Szkoła Piłkarska Wodzisław Śląski (WSP) – szkoła piłkarska z Wodzisławia Śląskiego, utworzona w 1997 roku przez Janusza Pontusa, byłego piłkarza Odry Wodzisław Śląski i Lecha Poznań i późniejszego trenera szkoły. Pierwszymi rocznikami szkolonymi były roczniki 1987–1988.
Szkoła dysponuje trzema boiskami w tym jednym głównym oraz dwoma treningowymi posiadającymi sztuczne oświetlenie o mocy 250 lx. WSP Wodzisław współpracuje z wieloma znanymi klubami poza granicami kraju.
Wychowankowie Wodzisławskiej Szkoły Piłkarskiej grali między innymi w klubach hiszpańskich takich jak: Real Madryt, Elche C.F. oraz Murcia Deportivo. W Polsce grali między innymi w Odrze Opole, Rozwoju Katowice oraz Zagłębiu Lubin, natomiast we Włoszech w Carpi FC.
Wychowankiem WSP jest również grający w Benevento Calcio reprezentant Polski Kamil Glik oraz król strzelców Ekstraklasy w sezonie 2014/2015 Kamil Wilczek.
Obecnie w sztabie szkoleniowym znajdują się: Janusz Pontus, Jarosław Brachman i lekarz klubowy Tomasz Wodecki.
Zawodnicy tej szkółki regularnie uczestniczą w zgrupowaniach reprezentacji Polski, a także wyjeżdżają na testy poza granice Polski do krajów takich jak Czechy, Niemcy, Węgry, Hiszpania, Słowacja i Francja.
Piłkarze wywodzący się z WSP Wodzisław Śląski:
- Kamil Glik (ur. 3 lutego 1988) - środkowy obrońca. Występował w Silesii Lubomia, UD Horadada (Hiszpania), Obecnie występuje w Benevento Calcio. Reprezentant Polski obecnie seniorska kadra.
- Krzysztof Król (ur. 6 lutego 1987) - lewy obrońca. Grał w Amice Wronki, Groclinie-Dyskobolii Grodzisk Wielkopolski, Jagiellonii Białystok a także w rezerwach Realu Madryt (Hiszpania), Realu Madryt C i kanadyjskiego Montrealu Impact. Młodzieżowy reprezentant Polski. Obecnie zawodnik AEL Kallonis klubu greckiej ekstraklasy.
- Kamil Wilczek (ur. 14 stycznia 1988), środkowy pomocnik. Występował między innymi w hiszpańskim Elche CF, hiszpańskim UD Horadada oraz Zagłębiu Lubin. Grał w drużynie Piasta Gliwice, gdzie został królem strzelców polskiej Ekstraklasy w 2015 r. Od lata 2015 był piłkarzem występującego w Serie A Carpi FC. W 2016 r. został zawodnikiem duńskiego Brøndby IF. Młodzieżowy reprezentant Polski.
- Szymon Matuszek (ur. 7 grudnia 1989) - grający na pozycji defensywnego pomocnika. Grał w Silesii Lubomia, UD Horadada (Hiszpania), Piaście Gliwice, Dolcanie Ząbki, Górniku Zabrze. Obecnie zawodnik Miedzi Legnica. Młodzieżowy reprezentant Polski.
- Michał Adamczyk (ur. 6 lutego 1993) - pomocnik. Występował w Starcie Bogdanowice, Przyszłości Rogów i Pniówku Pawłowice, Energetyka Rowu Rybnik, Heidenauer SV. Obecnie zawodnik Unii Racibórz.
- Marcin Pontus (ur. 22 września 1985), środkowy napastnik. Występował w czeskim Baniku Ostrava (z którym został mistrzem Czech U-17), Lechu Poznań oraz hiszpańskim UD Horadada i Energetyka ROWu Rybnik. Obecnie występuje w drużynie Naprzodu Syrynia.